# Tomoyuki Matsushita
Tomoyuki Matsushita (n. 1 august 2005, Utsunomiya, Japonia) este un înotător ce a reprezentat Japonia, medaliat olimpic. A participat la o ediție a Jocurilor Olimpice (2024) în care a câștigat o medalie de argint.